# مسجد باب المردوم
مسجد باب المردوم أو مسجد نور المسيح (mezquita de Cristo de la Luz) هو من أقدم معالم طليطلة. تم بناؤه سنة 390 هـ الموافق 999 ميلادية. بعد استرداد المدينة من قبل المسيحيين سنة 1085 م، حوّل المسجد إلى كنيسة تسمى نور المسيح.

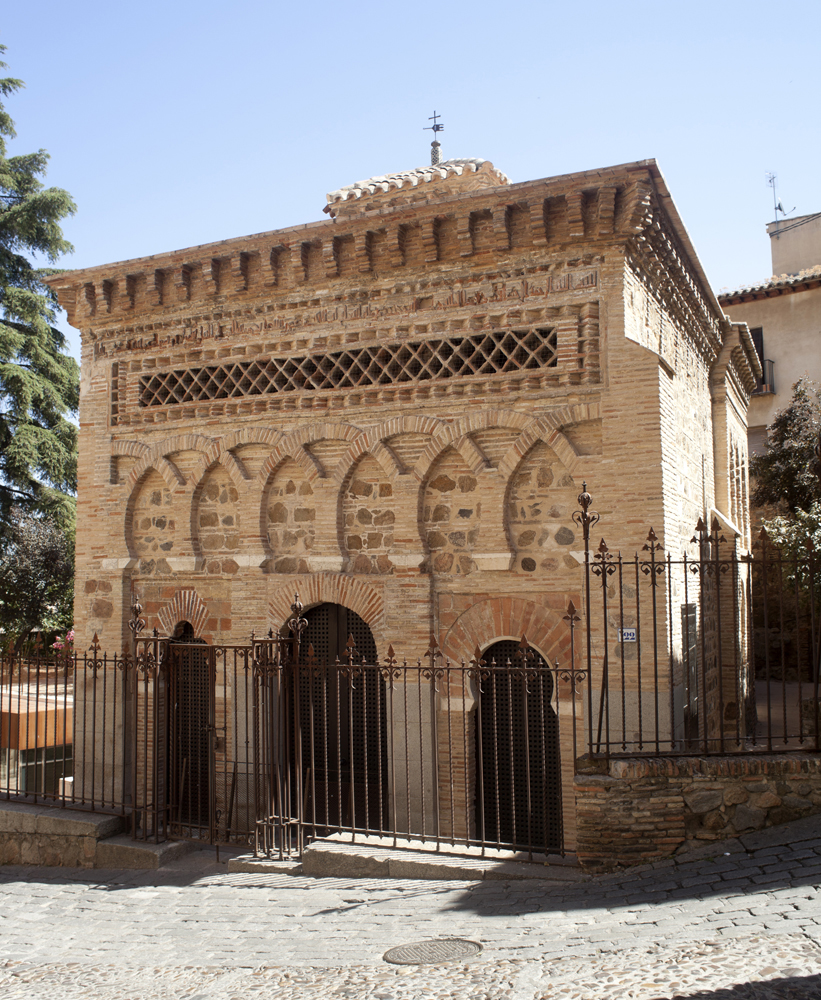
الواجهة الرئيسية لمسجد باب المردوم.

المسجد بناء مربع الشكل (7,74م 8,60xم) مقسم إلى ثلاثة أروقة بواسطة أربع صفوف من الأقواس, الكل تحت تسعة قبب مسندة إلى صفوف الأقواس الحدوية (والتي تعد من أهم خصوصيات العمارة الأموية). القبة الوسطية مرتفعة عن باقي القبب ومزودة بنوافذ جانبية تسمح بدخول الضوء إلى البناء. الواجهة الرئيسية للمسجد متكونة من ثلاثة مستويات:
- الأول يحتوي على الأبواب الثلاث للمسجد.
- في الثاني نجد سلسلة من الأقواس الحدوية العمياء المتعانقة.
- المستوى الثالث متكون من مشربية مبنية بالآجور فوقها المخطوط المشهور٫ الذي يسمح بتأريخ سنة إنشاء المسجد. الكتابة بالخط الكوفي نصها «بسم الله الرحمن الرحيم، أقام هذا المسجد أحمد بن حديدي من ماله ابتغاء ثواب الله فتم بعون الله على يد موسى بن علي البناء وسعادة فتم في المحرم سنة تسعة وثلث مائة».[7]

البناء يعد من أجمل شواهد الفن الأموي في الأندلس ومصدر وحي للفن المدجّن الذي كانت طليطلة موطنه الأصلي.

## ألبوم صور

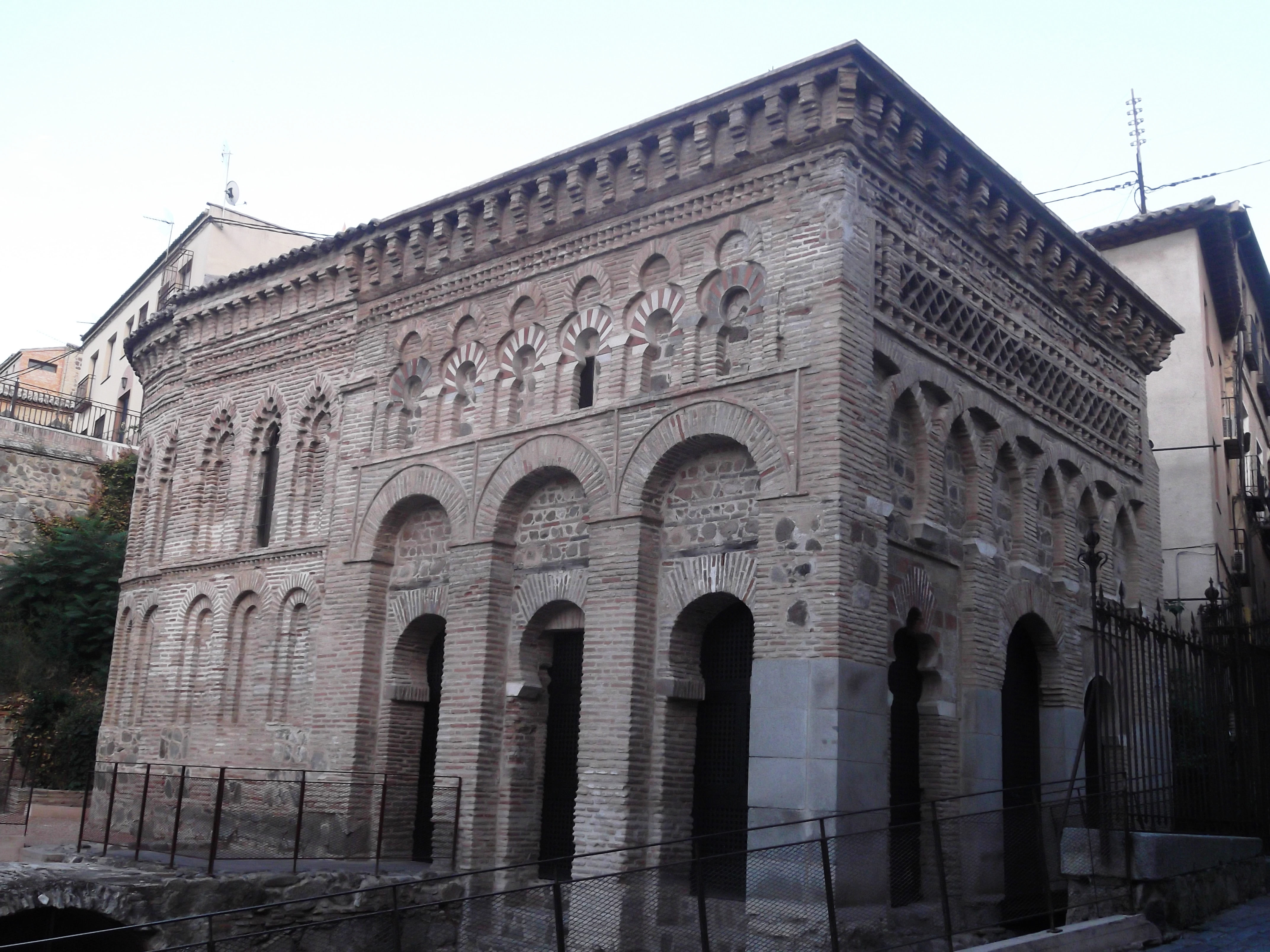
الواجهة الرئيسية لمسجد باب المردوم.
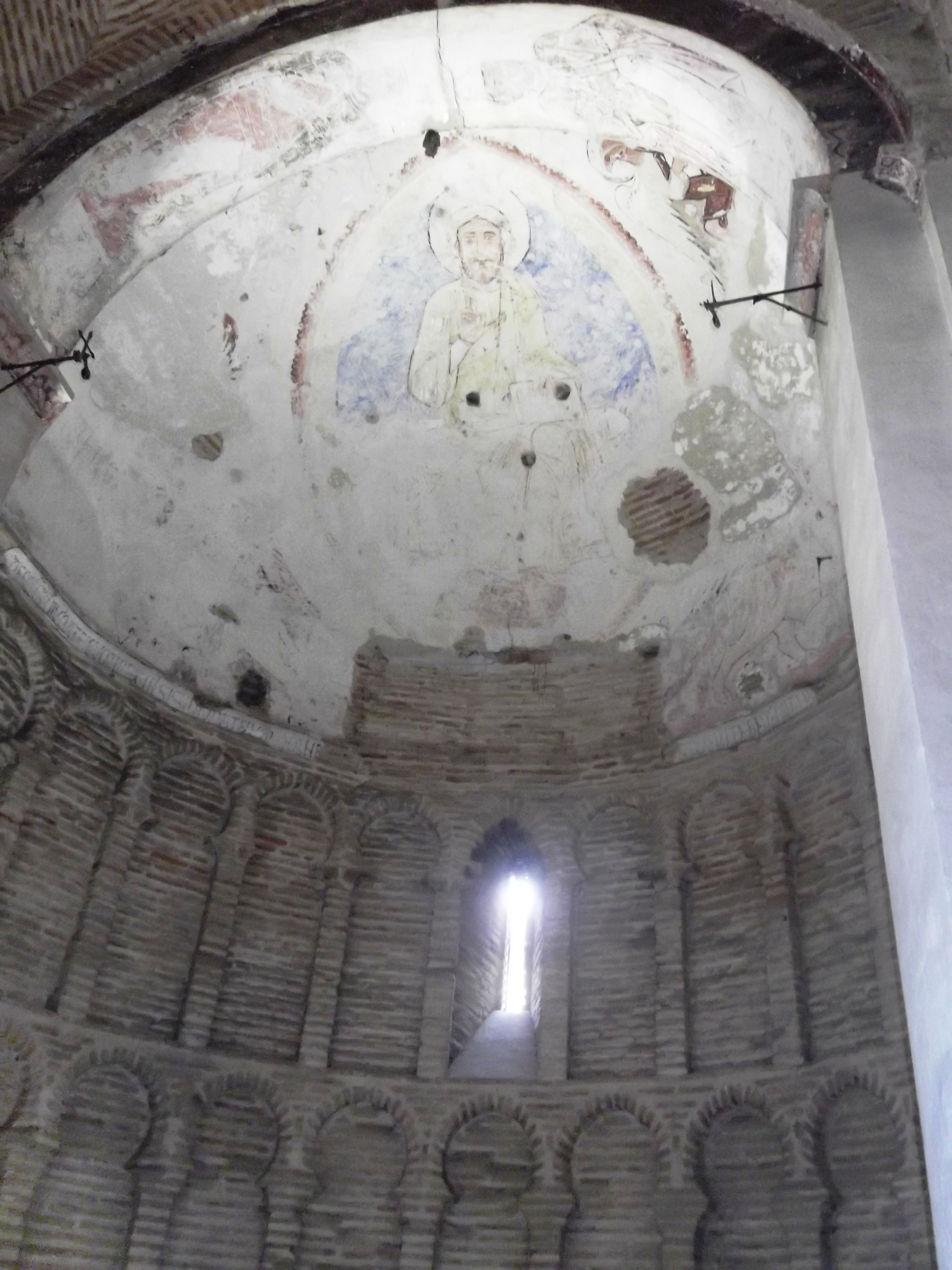
باب المردوم والنقش من الداخل.
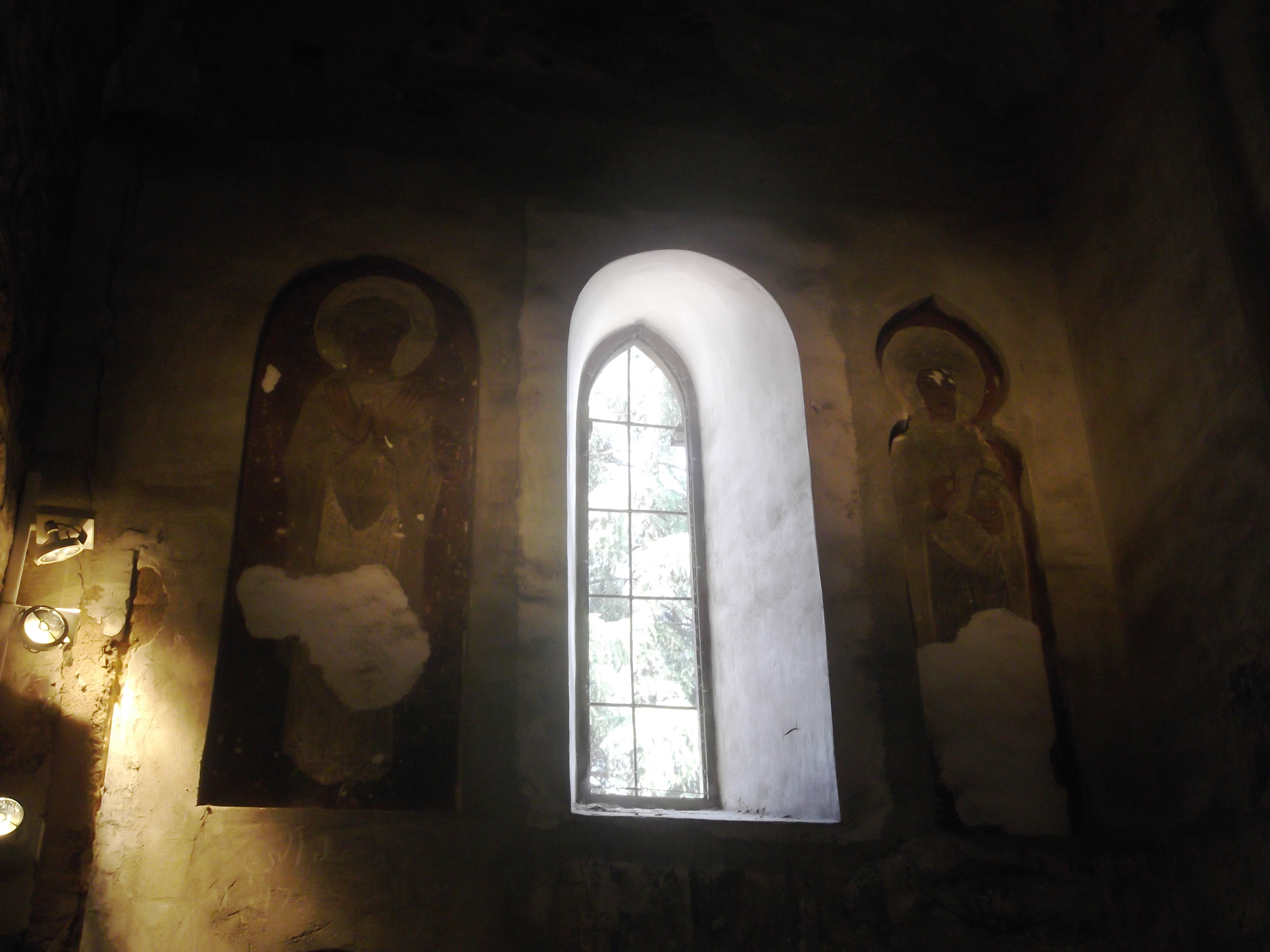
باب المردوم من الداخل.
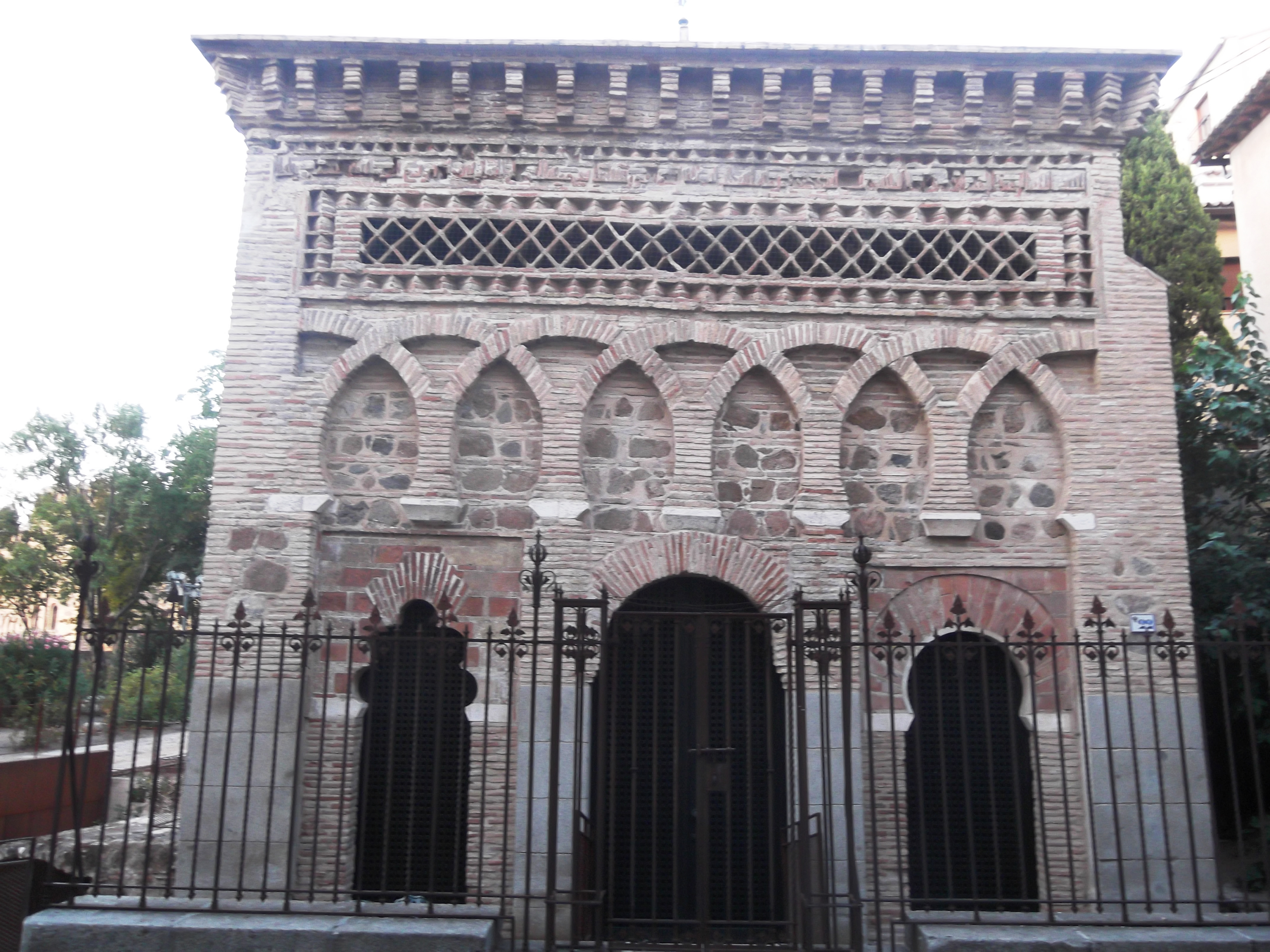
الواجهة الرئيسية لمسجد باب المردوم.
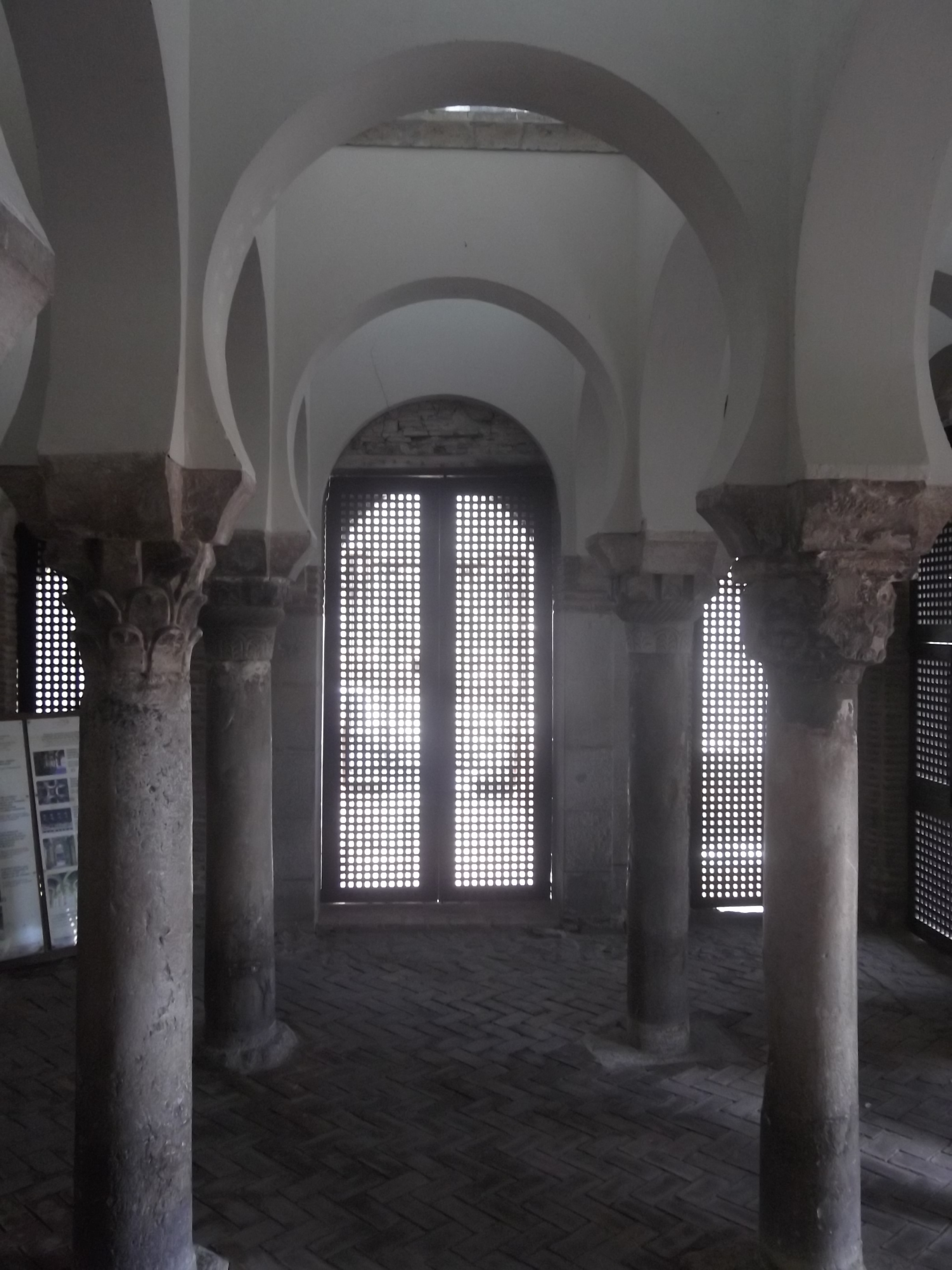
باب المردوم من الداخل.
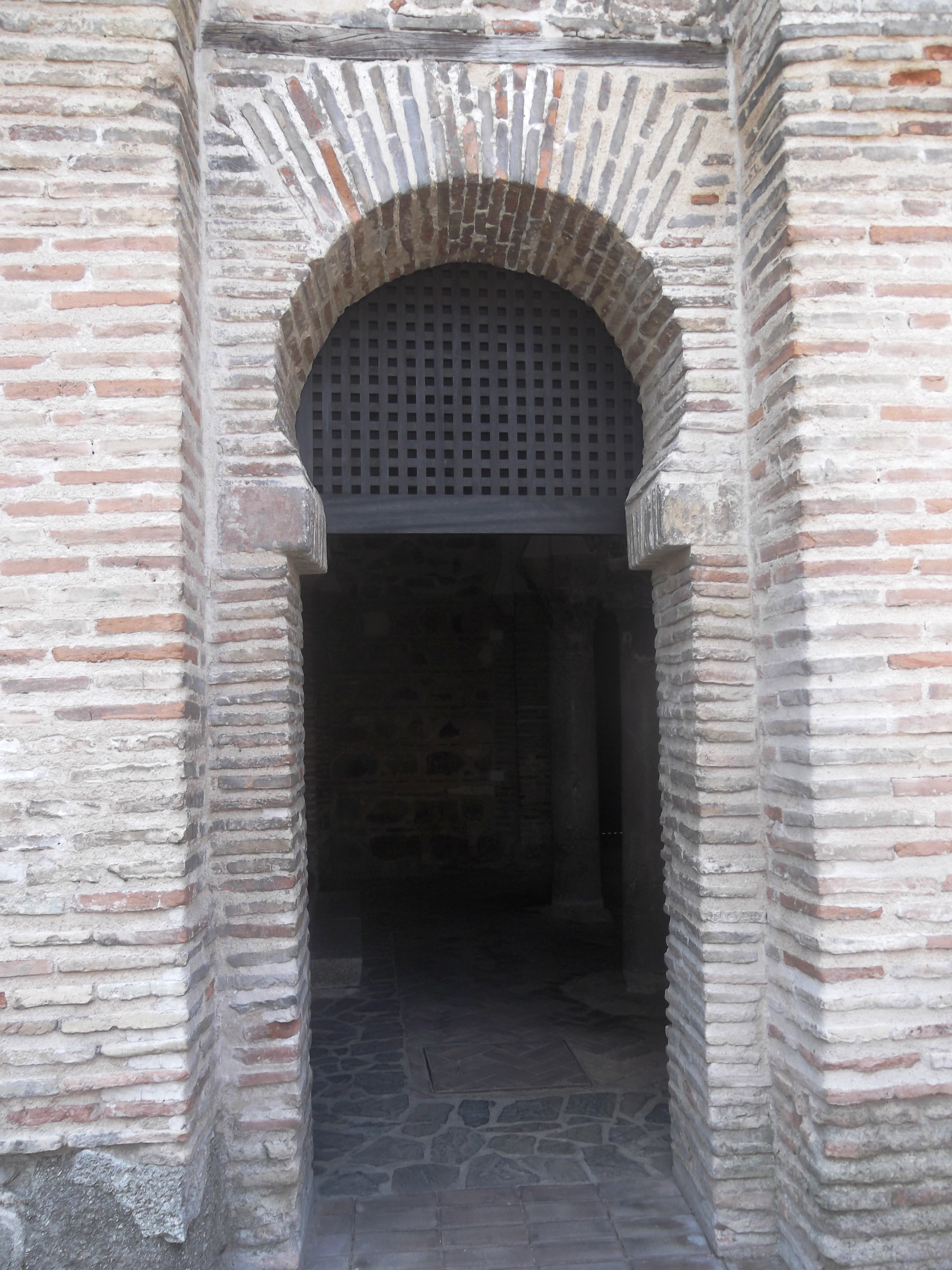
بوابة مسجد باب المردوم.
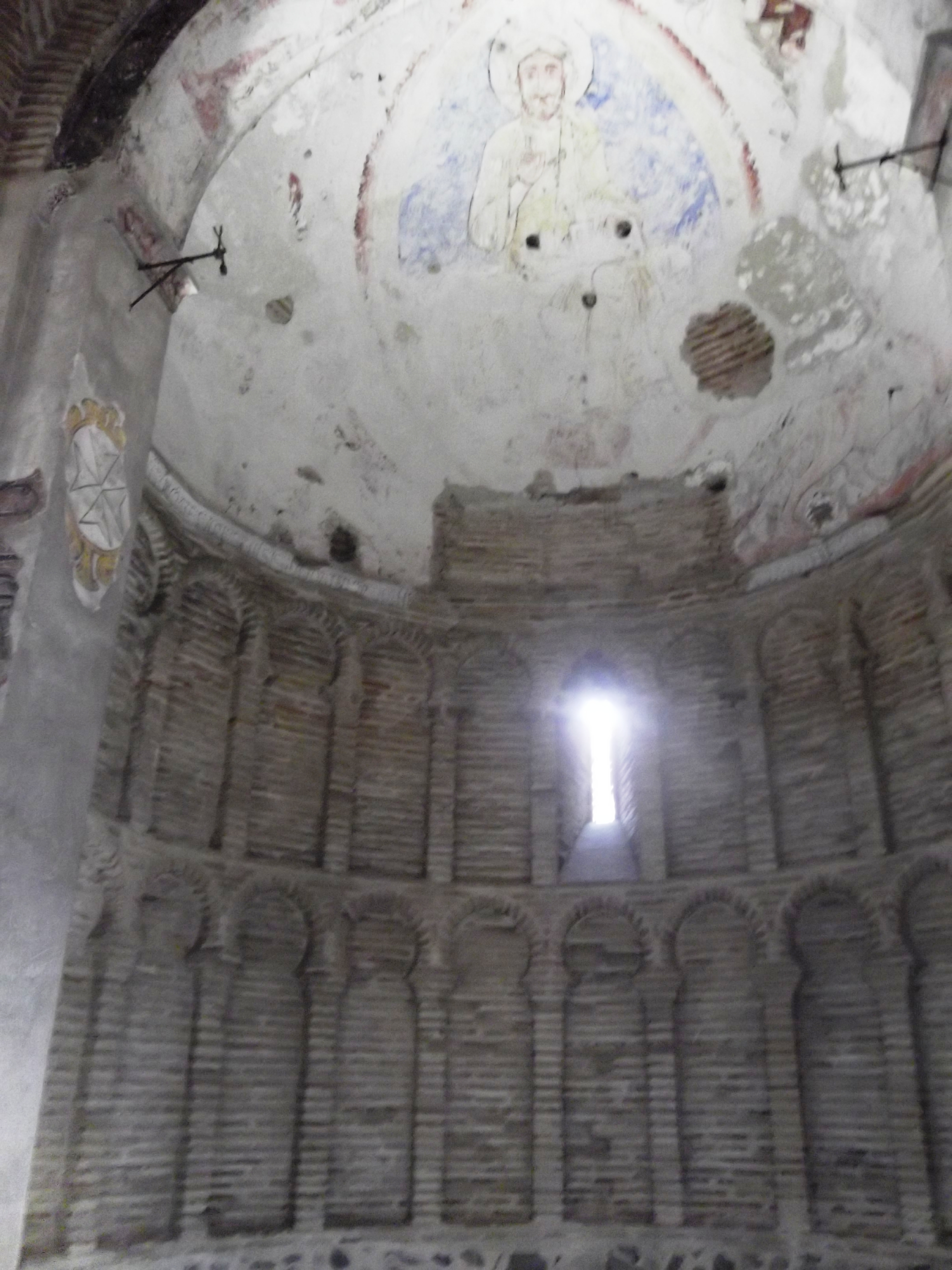
باب المردوم والنقش من الداخل.
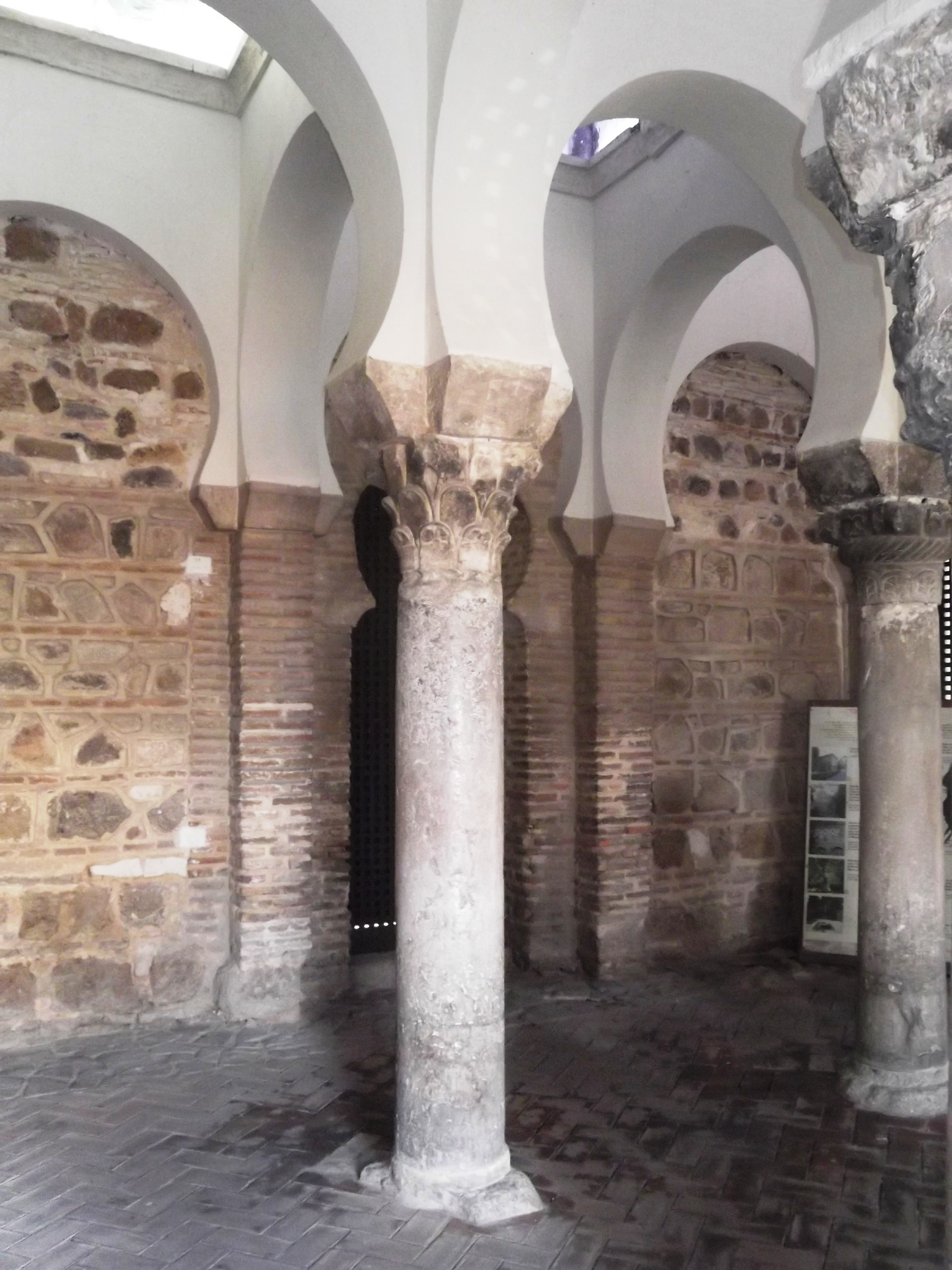
باب المردوم من الداخل.
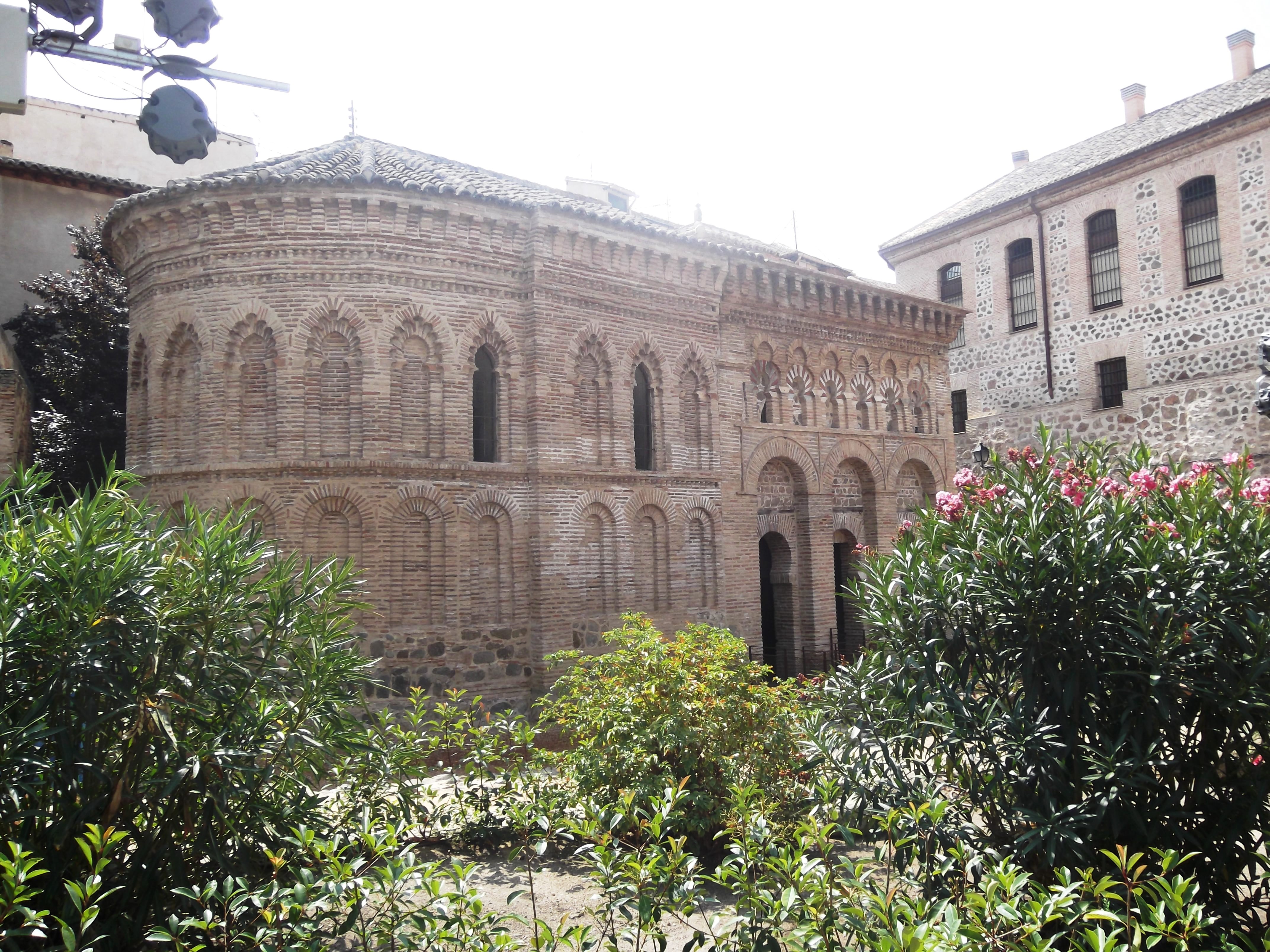
مسجد باب المردوم من الخارج.
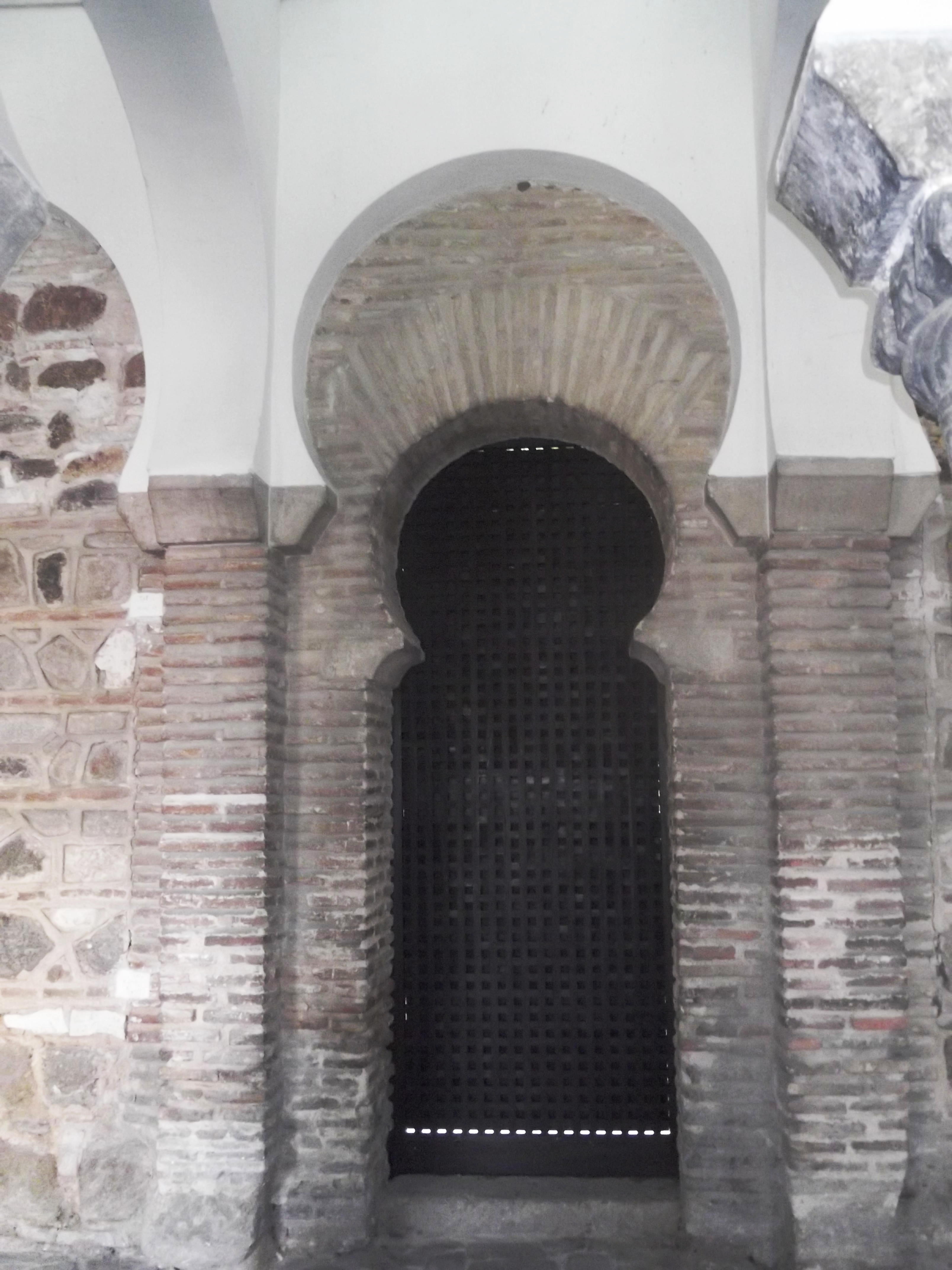
باب المردوم من الداخل.
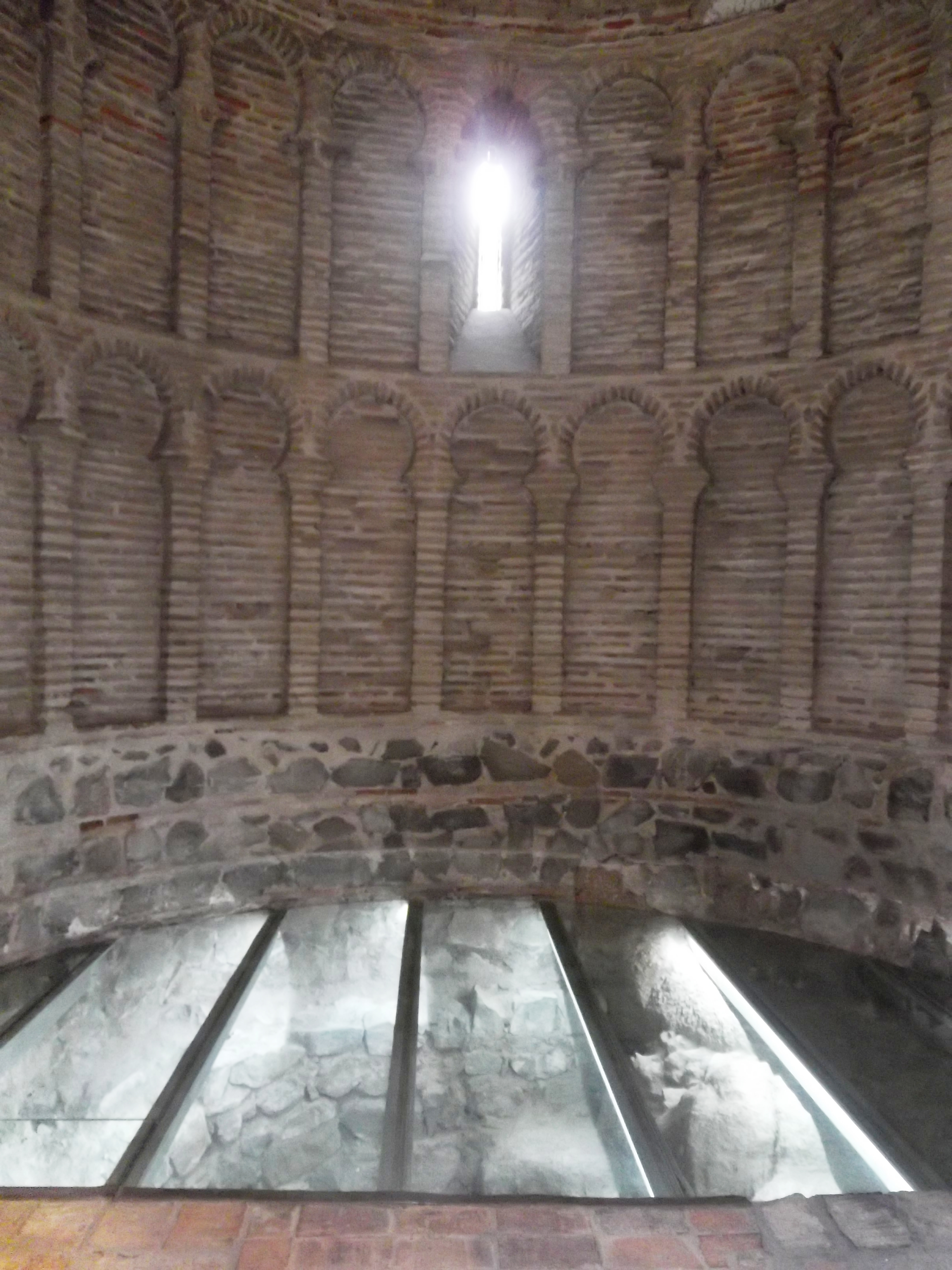
باب المردوم والنقش من الداخل.